# Quần vợt tại Đại hội Thể thao châu Á 2022
Quần vợt tại Đại hội Thể thao châu Á 2022 sẽ được tổ chức tại Sân quần vợt của Trung tâm Thể thao Olympic Hàng Châu, Hàng Châu, Trung Quốc từ ngày 24–30 tháng 9 năm 2023.

## Lịch thi đấu
| SL | Vòng sơ loại | ¼ | Tứ kết | ½ | Bán kết | CK | Chung kết |

| ND↓/Ngày → | 24/9 CN | 25/9 Thứ 2 | 26/9 Thứ 3 | 26/9 Thứ 3 | 27/9 Thứ 4 | 28/9 Thứ 5 | 29/9 Thứ 6 | 30/9 Thứ 7 |
| ---------- | ------- | ---------- | ---------- | ---------- | ---------- | ---------- | ---------- | ---------- |
| Đơn nam    | SL      | SL         | SL         | SL         | ¼          | ½          |            | CK         |
| Đôi nam    | SL      | SL         |            |            | ¼          | ½          | CK         |            |
| Đơn nữ     | SL      | SL         | SL         | ¼          | ¼          | ½          | CK         |            |
| Đôi nữ     |         | SL         | SL         | SL         | ¼          | ½          |            | CK         |
| Đôi nam nữ | SL      | SL         | SL         | SL         | SL         | ¼          | ½          | CK         |

## Danh sách huy chương
| Nội dung   | Vàng                                              | Bạc                                                 | Đồng                                              |
| ---------- | ------------------------------------------------- | --------------------------------------------------- | ------------------------------------------------- |
| Đơn nam    | Zhang Zhizhen · Trung Quốc                        | Yosuke Watanuki · Nhật Bản                          | Hong Seong-chan · Hàn Quốc                        |
| Đơn nam    | Zhang Zhizhen · Trung Quốc                        | Yosuke Watanuki · Nhật Bản                          | Khumoyun Sultanov · Uzbekistan                    |
| Đôi nam    | Đài Bắc Trung Hoa · Hsu Yu-hsiou · Jason Jung     | Ấn Độ · Saketh Myneni · Ramkumar Ramanathan         | Hàn Quốc · Hong Seong-chan · Kwon Soon-woo        |
| Đôi nam    | Đài Bắc Trung Hoa · Hsu Yu-hsiou · Jason Jung     | Ấn Độ · Saketh Myneni · Ramkumar Ramanathan         | Thái Lan · Pruchya Isaro · Maximus Jones          |
| Đơn nữ     | Zheng Qinwen · Trung Quốc                         | Zhu Lin · Trung Quốc                                | Haruka Kaji · Nhật Bản                            |
| Đơn nữ     | Zheng Qinwen · Trung Quốc                         | Zhu Lin · Trung Quốc                                | Alex Eala · Philippines                           |
| Đôi nữ     | Đài Bắc Trung Hoa · Chan Hao-ching · Latisha Chan | Đài Bắc Trung Hoa · Lee Ya-hsuan · Liang En-shuo    | Indonesia · Aldila Sutjiadi · Janice Tjen         |
| Đôi nữ     | Đài Bắc Trung Hoa · Chan Hao-ching · Latisha Chan | Đài Bắc Trung Hoa · Lee Ya-hsuan · Liang En-shuo    | Hàn Quốc · Back Da-yeon · Jeong Bo-young          |
| Đôi nam nữ | Ấn Độ · Rohan Bopanna · Rutuja Bhosale            | Đài Bắc Trung Hoa · Liang En-shuo · Huang Tsung-hao | Đài Bắc Trung Hoa · Chan Hao-ching · Hsu Yu-hsiou |
| Đôi nam nữ | Ấn Độ · Rohan Bopanna · Rutuja Bhosale            | Đài Bắc Trung Hoa · Liang En-shuo · Huang Tsung-hao | Philippines · Alex Eala · Francis Alcantara       |

## Bảng tổng sắp huy chương
| Hạng               | Đoàn                    | Vàng | Bạc | Đồng | Tổng số |
| ------------------ | ----------------------- | ---- | --- | ---- | ------- |
| 1                  | Đài Bắc Trung Hoa (TPE) | 2    | 2   | 1    | 5       |
| 2                  | Trung Quốc (CHN)        | 2    | 1   | 0    | 3       |
| 3                  | Ấn Độ (IND)             | 1    | 1   | 0    | 2       |
| 4                  | Nhật Bản (JPN)          | 0    | 1   | 1    | 2       |
| 5                  | Hàn Quốc (KOR)          | 0    | 0   | 3    | 3       |
| 6                  | Philippines (PHI)       | 0    | 0   | 2    | 2       |
| 7                  | Indonesia (INA)         | 0    | 0   | 1    | 1       |
| 7                  | Thái Lan (THA)          | 0    | 0   | 1    | 1       |
| 7                  | Uzbekistan (UZB)        | 0    | 0   | 1    | 1       |
| Tổng số (9 đơn vị) | Tổng số (9 đơn vị)      | 5    | 5   | 10   | 20      |